# Kupa na Bălgarija 1983-1984
La Coppa di Bulgaria 1983-1984 è stata la 2ª edizione di questo trofeo, e la 44ª in generale di una coppa nazionale bulgara di calcio, terminata il 3 aprile 1983.  Il Levski Sofia ha vinto il trofeo per la quindicesima volta.

## Primo turno
| Squadra 1                | Totale          | Squadra 2            | Andata | Ritorno |
| ------------------------ | --------------- | -------------------- | ------ | ------- |
| Armeets Sofia            | 3 – 3 (2-3 dtr) | Belasica Petrič      | 2 - 1  | 1 - 2   |
| Asenovec                 | 1 – 5           | Neftohimik Burgas    | 1 - 2  | 0 - 3   |
| Beloslav                 | 2 – 1           | Svetkavica           | 2 - 0  | 0 - 1   |
| Jantra Gabrovo           | 0 – 5           | Dunav Ruse           | 0 - 0  | 0 - 5   |
| Dobrudža                 | 2 – 3           | Liteks Loveč         | 2 - 1  | 0 - 2   |
| Rilski Sportist          | 3 – 4           | Arda Kărdžali        | 3 - 0  | 0 - 4   |
| FC Tryavna               | 3 – 1           | Metalurg Pernik      | 1 - 0  | 2 - 1   |
| Botev Ihtiman            | 3 – 6           | Rozova Dolina        | 1 - 1  | 2 - 5   |
| Marek Dupnica            | 0 – 4           | Slavia Sofia         | 0 - 1  | 0 - 3   |
| Balkan Botevgrad         | 2 – 6           | FK Černomorec Burgas | 1 - 3  | 1 - 3   |
| Šumen                    | 5 – 2           | Beroe                | 3 - 1  | 2 - 1   |
| Lokomotiv GO             | 2 – 8           | Botev Plovdiv        | 0 - 3  | 2 - 5   |
| Marica Plovdiv           | 5 – 6           | Minjor Pernik        | 5 - 2  | 0 - 4   |
| Černolomec Popovo        | 6 – 6 (gfc)     | Zagorec              | 6 - 3  | 0 - 3   |
| Spartak Pleven           | 9 – 3           | Cavdar Troyan        | 5 - 1  | 4 - 2   |
| Vihren Sandanski         | 1 – 2           | Botev Vraca          | 0 - 1  | 1 - 1   |
| Pirin Goce Delčev        | 1 – 2           | Chirpan              | 1 - 0  | 0 - 2   |
| Bdin                     | 2 – 3           | Haskovo              | 1 - 2  | 1 - 1   |
| Pirin Blagoevgrad        | 2 – 3           | Lokomotiv Sofia      | 1 - 0  | 1 - 3   |
| Sportist General Toshevo | 3 – 1           | Dorostol Silistra    | 2 - 0  | 1 - 1   |
| Lokomotiv Mezdra         | 3 – 1           | Hebăr Pazardžik      | 3 - 0  | 0 - 1   |
| Akademic Svištov         | 0 – 4           | Sliven               | 0 - 3  | 0 - 1   |
| Montana                  | 0 – 3           | FK Etăr              | 0 - 2  | 0 - 1   |
| Ludogorec                | 5 – 2           | Černo More Varna     | 3 - 2  | 2 - 0   |

## Secondo turno
| Squadra 1                | Totale | Squadra 2            | Andata | Ritorno |
| ------------------------ | ------ | -------------------- | ------ | ------- |
| Slavia Sofia             | 1 – 5  | FK Černomorec Burgas | 1 - 0  | 0 - 5   |
| Zagorec                  | 6 – 2  | Minjor Pernik        | 3 - 1  | 3 - 1   |
| Beloslav                 | 0 – 4  | Dunav Ruse           | 0 - 1  | 0 - 3   |
| Ludogorec                | 1 – 5  | FK Etăr              | 0 - 3  | 1 - 2   |
| Belasica Petrič          | 6 – 3  | Neftohimik Burgas    | 6 - 2  | 0 - 1   |
| Spartak Pleven           | 3 – 4  | Botev Vraca          | 3 - 0  | 0 - 4   |
| Lokomotiv Mezdra         | 2 – 14 | Sliven               | 0 - 3  | 2 - 11  |
| Chirpan                  | 3 – 5  | Haskovo              | 3 - 1  | 0 - 4   |
| FC Tryavna               | 4 – 7  | Rozova Dolina        | 2 - 1  | 2 - 6   |
| Šumen                    | 2 – 3  | Botev Plovdiv        | 2 - 0  | 0 - 3   |
| Liteks Loveč             | 3 – 2  | Arda Kărdžali        | 2 - 0  | 1 - 2   |
| Sportist General Toshevo | 0 – 7  | Lokomotiv Sofia      | 0 - 6  | 0 - 1   |

## Ottavi di finale
A questo turno partecipano anche il CSKA Sofia, lo Spartak Varna, il Levski Sofia e il Lokomotiv Plovdiv, esentati nei turni precedenti grazie alla loro partecipazione alle Coppe Europee.
| Squadra 1            | Totale | Squadra 2         | Andata | Ritorno |
| -------------------- | ------ | ----------------- | ------ | ------- |
| Belasica Petrič      | 4 – 1  | Botev Vraca       | 2 - 0  | 1 - 1   |
| Sliven               | 7 – 8  | Haskovo           | 5 - 3  | 2 - 5   |
| Botev Plovdiv        | 3 – 2  | Liteks Loveč      | 2 - 0  | 1 - 2   |
| FK Černomorec Burgas | 10 – 0 | Zagorec           | 6 - 0  | 4 - 0   |
| Levski Sofia         | 7 – 0  | Lokomotiv Plovdiv | 2 - 0  | 5 - 0   |
| Dunav Ruse           | 2 – 6  | FK Etăr           | 1 - 3  | 1 - 3   |
| Rozova Dolina        | 2 – 7  | CSKA Sofia        | 1 - 2  | 1 - 5   |
| Spartak Varna        | 2 – 0  | Lokomotiv Sofia   | 1 - 0  | 1 - 0   |

## Quarti di finale
| Squadra 1       | Totale | Squadra 2            | Andata | Ritorno |
| --------------- | ------ | -------------------- | ------ | ------- |
| Belasica Petrič | 3 – 5  | Haskovo              | 2 - 1  | 1 - 4   |
| Botev Plovdiv   | 3 – 2  | FK Černomorec Burgas | 2 - 1  | 1 - 1   |
| FK Etăr         | 2 – 4  | Levski Sofia         | 1 - 1  | 1 - 3   |
| CSKA Sofia      | 7 – 1  | Spartak Varna        | 6 - 0  | 1 - 1   |

## Semifinali
| Squadra 1     | Risultato       | Squadra 2  |
| ------------- | --------------- | ---------- |
| Levski Sofia  | 3 - 1           | CSKA Sofia |
| Botev Plovdiv | 0 - 0 (4-3 dtr) | Haskovo    |

## Finale
| Arbitro: | Kiril Savov |

|                   |           |  |
| Spasov 80’ (rig.) | Marcatori |  |